# Kuala Kangsar

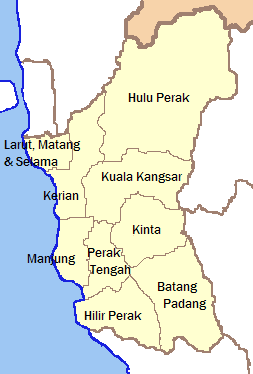
Kuala Kangsars läge i delstaten Perak.

Kuala Kangsar är ett distrikt i delstaten Perak, Malaysia. Distriktet har 159 505 invånare (2010).